# 레너드 L. 토머스
레너드 L. 토머스(Leonard L. Thomas, 1961년 8월 31일 ~ )는 미국의 배우, 텔레비전 배우이다.
머스코지에서 태어났다.

## 영화
- 컨신슈얼 (2010년)
- 사무엘잭슨의블랙스네이크 (2007년) - 데크 우즈 역
- 프리덤랜드 (2006년)
- 코치 카터 (2005년)
- 체인징 레인스 (2002년)
- 트리플 엑스 (2002년)
- 케이브맨 (2001년)
- 네고시에이터 (1998년) - 엘렌 역
- 이브의 시선 (1997년)
- 타임 투 킬 (1996년)
- 걸 식스 (1996년)
- 쫄병 길들이기 (1995년)
- 탐정 행스 (1994년)
- 지하 조직 (1994년) - XB 역
- 스네이크 아이 (1993년) - 프롭 가이 역
- 배드 캅 (1992년)
- 말콤 X (1992년)
- 법과 질서 (1990년)
- 할렘가의 대부 (1990년)
- 모베터 블루스 (1990년)
- 스쿨 데이즈 (1988년)